# Al-Chartum
Al-Chartum – sudański klub piłkarski z siedzibą w miejscowości Chartum. Al-Chartum nigdy nie zdobył mistrzostwa Sudanu, ani Pucharu Sudanu.

## Historia
Klub Al-Chartum został założony w 1950 roku. Ma swoją siedzibę w mieście Chartum. Swoje mecze rozgrywa na Chartum Stadium, który mieści 23 000 kibiców.
Al-Chartum nigdy w historii nie zdobył mistrzostwa Sudanu. Mistrzostwo tego kraju zdobywało jedynie pięć drużyn. Nigdy nie zdobył również Pucharu Sudanu.

## Występy w afrykańskich pucharach
- Puchar CAF: 1 występ

2003 – 1. runda
- Puchar CAF: 4 występy

2010 – 1. runda
2011 – 1. runda
2013 – runda wstępna
2015 – runda wstępna

## Skład na sezon 2015/2016
Skład zespołu na sezon 2015/2016:
| Pozycja | Numer | Piłkarz                       | Narodowość       |
| ------- | ----- | ----------------------------- | ---------------- |
| BR      | 1     | Adil Abdilrasoul Eltahir      | Sudan            |
| BR      | 21    | Mohamed Adam Ismail Bahar     | Sudan            |
| BR      | 30    | Mohamed Ibrahim Abdalla       | Sudan            |
| OB      | 13    | Ahmed Mohamed Idris           | Sudan            |
| OB      | 3     | Fadal Alla Adam Mohamed       | Sudan            |
| OB      | 23    | Idriss Suleiman Abdalla       | Sudan            |
| OB      | 4     | Mowaia Elameen Mohammed       | Sudan            |
| OB      | 12    | Mohamed Hassan Eltaib         | Sudan            |
| OB      | 25    | Murwan Salih Abdalla          | Sudan            |
| OB      | 19    | Nadir Khalifa Surain          | Sudan            |
| OB      | 2     | Nagm Eldin Abdalla Abdalgabar | Sudan            |
| OB      | 17    | Léonard Njousso               | Kamerun          |
| OB      | 5     | Omer Ali Alkhidir             | Sudan            |
| OB      | 6     | Salah Mahmood Nimer           | Sudan            |
| OB      | 15    | Samawal Merghani Nour         | Sudan            |
| PO      | 14    | Agay Anthony "Teddy" Akumu    | Kenia            |
| PO      | 8     | Amin Ibrahim Elmani           | Sudan            |
| PO      | 20    | Badr Eldin Eldoud Abdalla     | Sudan            |
| PO      | 10    | Dominic Aboi                  | Sudan Południowy |
| PO      | 26    | John Dada Arthur              | Ghana            |
| PO      | 22    | Maaz Abdelraheem Gismalla     | Sudan            |
| PO      | 7     | Salah Eldin Osman Billal      | Sudan            |
| PO      | 18    | Wagdi Awad Abd Alla           | Sudan            |
| NA      | 11    | Atif Khalid Eltayeb           | Sudan            |
| NA      | 24    | Elkhazeen Abdalwahid          | Sudan            |
| NA      | 16    | Hisham Azhari Abdeen          | Sudan            |